# Liste des édifices labellisés « Architecture contemporaine remarquable » du Puy-de-Dôme
Cet article recense les édifices labellisés « Architecture contemporaine remarquable » du Puy-de-Dôme, en France.
Le label « Architecture contemporaine remarquable » remplace depuis 2016 l'ancien label « Patrimoine du XXe siècle ». Il ne prend en compte que des édifices de moins de 100 ans à la date de labellisation, et qui ne sont pas protégés comme monuments historiques.
Au début 2024, le Puy-de-Dôme compte 14 édifices ainsi labellisés.

## Liste
| Monument                                                                | Commune            | Adresse                                                                                 | Coordonnées                      | Notice     | Date | Illustration                                                            |
| ----------------------------------------------------------------------- | ------------------ | --------------------------------------------------------------------------------------- | -------------------------------- | ---------- | ---- | ----------------------------------------------------------------------- |
| Maison Carpentier-Beyvin                                                | Chanat-la-Mouteyre | 4 rue du Maitrillon Village de l'Étang                                                  | 45° 49′ 04″ nord, 3° 02′ 22″ est | ACR0000109 | 2015 | Image manquante Téléverser                                              |
| Chapelle privée du lycée Godefroy-de-Bouillon                           | Clermont-Ferrand   | 14 rue Godefroy-de-Bouillon                                                             | 45° 46′ 49″ nord, 3° 05′ 34″ est | ACR0000110 | 2015 | Chapelle privée du lycée Godefroy-de-Bouillon                           |
| Église réformée de la Résurrection                                      | Clermont-Ferrand   | 11 rue Marmontel                                                                        | 45° 46′ 07″ nord, 3° 04′ 58″ est | ACR0000111 | 2015 | Image manquante Téléverser                                              |
| Faculté de droit et de sciences économiques École nationale des impôts  | Clermont-Ferrand   | 41 boulevard Mitterrand                                                                 | 45° 46′ 16″ nord, 3° 05′ 21″ est | ACR0000112 | 2015 | Faculté de droit et de sciences économiquesÉcole nationale des impôts   |
| Hall des voyageurs et tour d'horloge de la gare ferroviaire             | Clermont-Ferrand   | Avenue de l'Union-Soviétique                                                            | 45° 46′ 46″ nord, 3° 06′ 01″ est | ACR0000115 | 2015 | Hall des voyageurs et tour d'horloge de la gare ferroviaire             |
| Hôtel de Bourgogne                                                      | Clermont-Ferrand   | 31 avenue Charras Rue Jeanne-d'Arc                                                      | 45° 46′ 47″ nord, 3° 05′ 52″ est | ACR0000116 | 2015 | Image manquante Téléverser                                              |
| Immeuble                                                                | Clermont-Ferrand   | 9 rue de Maringues                                                                      | 45° 46′ 47″ nord, 3° 05′ 40″ est | ACR0000118 | 2015 | Image manquante Téléverser                                              |
| Immeuble et salle des spectacles Saint-Genès                            | Clermont-Ferrand   | 9 place Michel-de-l'Hospital                                                            | 45° 46′ 40″ nord, 3° 05′ 21″ est | ACR0000121 | 2015 | Image manquante Téléverser                                              |
| Immeuble (ancien bar Lafayette)                                         | Clermont-Ferrand   | 22 boulevard Lafayette                                                                  | 45° 46′ 25″ nord, 3° 05′ 31″ est | ACR0000117 | 2015 | Image manquante Téléverser                                              |
| Lycée Blaise-Pascal                                                     | Clermont-Ferrand   | 36 avenue Carnot                                                                        | 45° 46′ 32″ nord, 3° 05′ 39″ est | ACR0000119 | 2015 | Lycée Blaise-Pascal                                                     |
| Poste Saint-Éloy                                                        | Clermont-Ferrand   | Rue Maurice-Busset Rue Gilbert-Morel Rue Louis-Renon Rue du Maréchal-Lattre-de-Tassigny | 45° 46′ 31″ nord, 3° 05′ 09″ est | ACR0000120 | 2015 | Image manquante Téléverser                                              |
| Poste Delille                                                           | Clermont-Ferrand   | Place de Salford                                                                        | 45° 46′ 47″ nord, 3° 05′ 32″ est | ACR0000122 | 2015 | Image manquante Téléverser                                              |
| Université Clermont-Auvergne : faculté des lettres et sciences humaines | Clermont-Ferrand   | 29 boulevard Gergovia                                                                   | 45° 46′ 20″ nord, 3° 05′ 26″ est | ACR0000113 | 2015 | Université Clermont-Auvergne : faculté des lettres et sciences humaines |
| Université Clermont-Auvergne : faculté des sciences et des lettres      | Clermont-Ferrand   | 34 avenue Carnot                                                                        | 45° 46′ 34″ nord, 3° 05′ 32″ est | ACR0000114 | 2015 | Université Clermont-Auvergne : faculté des sciences et des lettres      |